# 헤르만 주더만

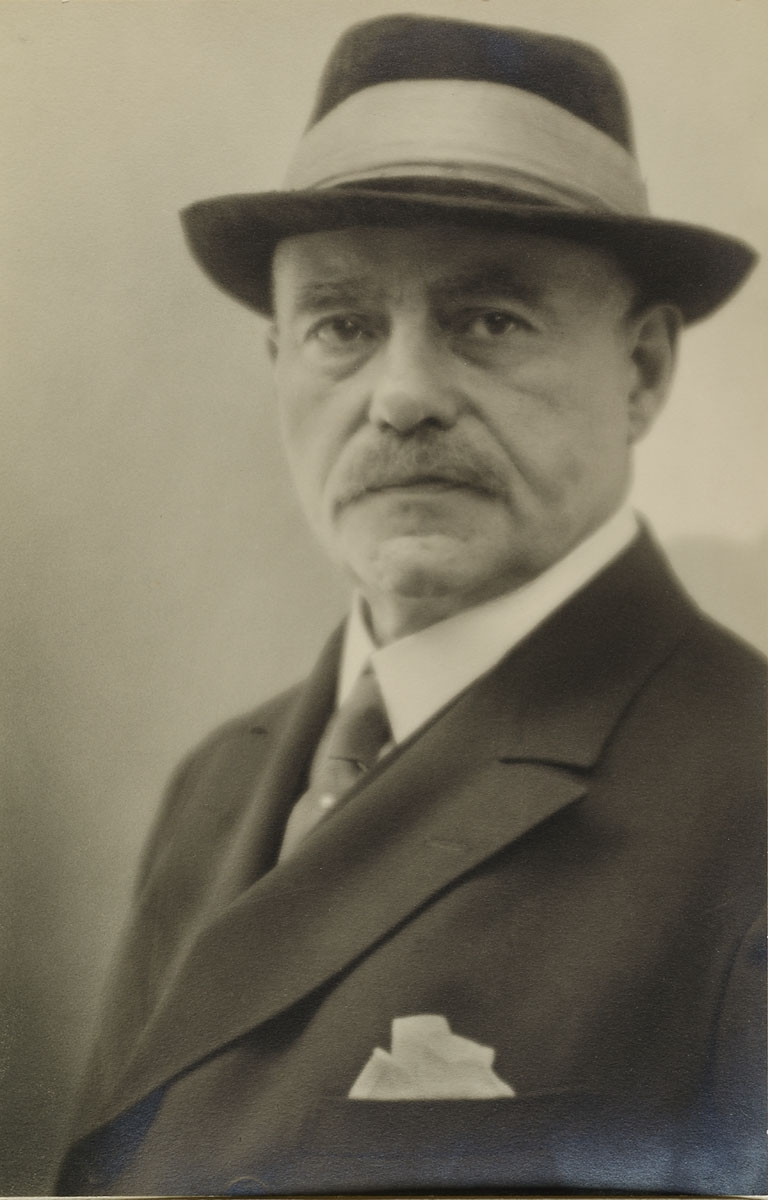

헤르만 주더만(Hermann Sudermann, 1857년 9월 30일 ~ 1928년 11월 21일)은 독일의 극작가, 소설가이다.
하우프트만의 <해뜨기 전>이 자유극장에서 각광을 받은 다음해(1890), 처녀희곡 <명예>가 상연되었다. 한때 하우프트만과 더불어 극단(劇壇)의 총아가 되기도 하였다. 현실로부터 출발하는 하우프트만에 반하여 주더만은 명예라는 이념(理念)으로부터 출발하였다. 주인집의 아들에게 정조를 유린당하는 누이동생을 위해, 돈으로 해결을 도모하는 부호의 이기주의에 대항하는 주인공 로베르트의 투쟁을 테마로 한 것이다. 또한 4막극인 <고향>(1893)은 여주인공의 이름을 따서 <마그다>라는 표제로 된 영역본(英譯本)이 나와 영화화되었다. 개인의 권리와 자유를 주장하는 신시대의 여인과 구(舊)사상의 완고한 아버지와의 충돌을 묘사하고 있는 것이다.
주더만의 희곡은 무대기교에는 뛰어난 바 있으나 이야기의 전개가 안이하며, 관객의 갈채만을 너무 노림으로써 통속성(通俗性)을 벗어나지 못한 흠이 있다. 또한 그는 이전에 <우수 부인(憂愁夫人)>(1887)을 발표하여 소설가로서도 유명해져 있었다. 동(東)프러시아의 자연과 어두운 농민생활을 배경으로, 주인공 파울은 아버지와 연인을 구하기 위해 자기 집에 방화한다. 2년간의 옥살이를 끝내고 연인과 맺어지나 우수부인이라는 눈에 보이지 않는 회색(灰色)여인의 저주로 불행이 계속된다. 그러나 주인공의 자기 희생과 영웅적 행동에 의해 우수 부인을 쫓아버린다는 내용의, 현대 최초의 교양소설이다. 그 밖에 <리투아니아 이야기(Litanische Geschichten)>(1917)를 비롯한 다수의 장·단편이 있다.